# 센트럴 디비전 (NHL)
센트럴 디비전(영어: Central Division)은 유타 매머드, 시카고 블랙호크스, 콜로라도 애벌랜치, 댈러스 스타스, 미네소타 와일드, 내슈빌 프레더터스, 세인트루이스 블루스, 위니펙 제츠로 이루어진 디비전이다.

## 현재 센트럴 디비전 소속 팀 및 경기장
| 유타 매머드                            | 시카고 블랙호크스                   | 콜로라도 애벌랜치                         | 댈러스 스타스                              |
| -------------------------------------- | ----------------------------------- | ----------------------------------------- | ------------------------------------------ |
| 델타 센터 (유타주 솔트레이크시티)      | 유나이티드 센터 (일리노이주 시카고) | 볼 아레나 (콜로라도주 덴버)               | 아메리칸 에어라인스 센터 (텍사스주 댈러스) |
| 수용인원: 16,200명                     | 수용인원: 19,717명                  | 수용인원: 18,007명                        | 수용인원: 19,323명                         |
|                                        |                                     |                                           |                                            |
| 미네소타 와일드                        | 내슈빌 프레더터스                   | 세인트루이스 블루스                       | 위니펙 제츠                                |
| 엑셀 에너지 센터 (미네소타주 세인트폴) | 브리지스톤 아레나 (테네시주 내슈빌) | 엔터프라이즈 센터 (미주리주 세인트루이스) | 캐나다 라이프 센터 (매니토바주 위니펙)     |
| 수용인원: 17,854명                     | 수용인원: 17,113명                  | 수용인원: 19,150명                        | 수용인원: 15,294명                         |
|                                        |                                     |                                           |                                            |

## 과거 센트럴 디비전에 소속되었던 팀
| 구단명              | 연고지              | 디비전 참가년도 | 경기장                 | 수용인원 | 비고                        |
| ------------------- | ------------------- | --------------- | ---------------------- | -------- | --------------------------- |
| 디트로이트 레드윙스 | 미시간주 디트로이트 | 1993년~2013년   | 조 루이스 아레나       | 20,027명 | 현 애틀랜틱 디비전 소속     |
| 토론토 메이플리프스 | 온타리오주 토론토   | 1993년~1998년   | 메이플 리프 가든       | 2,796명  | 현 애틀랜틱 디비전 소속     |
| 위니펙 제츠         | 매니토바주 위니펙   | 1993년~1996년   | 위니펙 아레나          | 13,985명 | 애리조나 카이오티스의 전신  |
| 애리조나 카이오티스 | 애리조나주 피닉스   | 1996년~1998년   | 아메리카 웨스트 아레나 | 16,210명 | 애리조나 카이오티스의 전신  |
| 피닉스 카이오티스   | 애리조나주 템피     | 1998년~2024년   | 멀렛 아레나            | 4,600명  | 활동 중단됨.                |
| 콜럼버스 블루재키츠 | 오하이오주 콜럼버스 | 2000년~2013년   | 네이션와이드 아레나    | 18,500명 | 현 메트로폴리탄 디비전 소속 |

## 역대 센트럴 디비전 라인업
| 연도          | 팀 | 참가팀 수 |
| ------------- | --- | --------- |
| 1993년~1996년 | 시카고 블랙호크스 · 댈러스 스타스 · 디트로이트 레드윙스 · 세인트루이스 블루스 · 토론토 메이플리프스 · 위니펙 제츠                                     | 6팀       |
| 1996년~1998년 | 시카고 블랙호크스 · 댈러스 스타스 · 디트로이트 레드윙스 · 피닉스 카이오티스 · 세인트루이스 블루스 · 토론토 메이플리프스                               | 6팀       |
| 1998년~2000년 | 시카고 블랙호크스 · 디트로이트 레드윙스 · 내슈빌 프레더터스 · 세인트루이스 블루스                                                                     | 4팀       |
| 2000년~2013년 | 시카고 블랙호크스 · 콜럼버스 블루재키츠 · 디트로이트 레드윙스 · 내슈빌 프레더터스 · 세인트루이스 블루스                                               | 5팀       |
| 2013년~2020년 | 시카고 블랙호크스 · 콜로라도 애벌랜치 · 댈러스 스타스 · 미네소타 와일드 · 내슈빌 프레더터스 · 세인트루이스 블루스 · 위니펙 제츠                       | 7팀       |
| 2020년~2021년 | 캐롤라이나 허리케인스 · 시카고 블랙호크스 · 콜럼버스 블루재키츠 · 댈러스 스타스 · 디트로이트 레드윙스 · 플로리다 팬서스 · 탬파베이 라이트닝           | 7팀       |
| 2021년~2024년 | 애리조나 카이오티스 · 시카고 블랙호크스 · 콜로라도 애벌랜치 · 댈러스 스타스 · 미네소타 와일드 · 내슈빌 프레더터스 · 세인트루이스 블루스 · 위니펙 제츠 | 8팀       |
| 2024년~2025년 | 유타 하키 클럽 · 시카고 블랙호크스 · 콜로라도 애벌랜치 · 댈러스 스타스 · 미네소타 와일드 · 내슈빌 프레더터스 · 세인트루이스 블루스 · 위니펙 제츠      | 8팀       |
| 2025년~현재   | 유타 매머드 · 시카고 블랙호크스 · 콜로라도 애벌랜치 · 댈러스 스타스 · 미네소타 와일드 · 내슈빌 프레더터스 · 세인트루이스 블루스 · 위니펙 제츠         | 8팀       |

## 역대 센트럴 디비전 우승팀
| 시즌      | 우승팀                       | 시즌 성적                                 |                              |
| --------- | ---------------------------- | ----------------------------------------- | ---------------------------- |
| 1993~1994 | 디트로이트 레드윙스          | 46승 30패 8무 승점 100점                  |                              |
| 1994~1995 | 디트로이트 레드윙스          | 33승 11패 4무 승점 70점                   |                              |
| 1995~1996 | 디트로이트 레드윙스          | 62승 13패 7무 승점 131점                  |                              |
| 1996~1997 | 댈러스 스타스                | 48승 26패 8무 승점 104점                  |                              |
| 1997~1998 | 댈러스 스타스                | 49승 22패 11무 승점 109점                 |                              |
| 1998~1999 | 디트로이트 레드윙스          | 43승 32패 7무 승점 93점                   |                              |
| 1999~2000 | 세인트루이스 블루스          | 51승 19패 11무 1패 (연장전 패) 승점 114점 |                              |
| 2000~2001 | 디트로이트 레드윙스          | 49승 20패 9무 4패 (연장전 패) 승점 111점  |                              |
| 2001~2002 | 디트로이트 레드윙스          | 51승 17패 10무 4패 (연장전 패) 승점 116점 |                              |
| 2002~2003 | 디트로이트 레드윙스          | 48승 20패 10무 4패 (연장전 패) 승점 110점 |                              |
| 2003~2004 | 디트로이트 레드윙스          | 48승 21패 11무 2패 (연장전 패) 승점 109점 |                              |
| 2004~2005 | 파업으로 인해 개최되지 않다. | 파업으로 인해 개최되지 않다.              | 파업으로 인해 개최되지 않다. |
| 2005~2006 | 디트로이트 레드윙스          | 58승 16패 8패 (연장전 패) 승점 124점      |                              |
| 2006~2007 | 디트로이트 레드윙스          | 50승 19패 13패 (연장전 패) 승점 113점     |                              |
| 2007~2008 | 디트로이트 레드윙스          | 54승 21패 7패 (연장전 패) 승점 115점      |                              |
| 2008~2009 | 디트로이트 레드윙스          | 51승 21패 10패 (연장전 패) 승점 112점     |                              |
| 2009~2010 | 시카고 블랙호크스            | 52승 22패 8패 (연장전 패) 승점 112점      |                              |
| 2010~2011 | 디트로이트 레드윙스          | 47승 25패 10패 (연장전 패) 승점 104점     |                              |
| 2011~2012 | 세인트루이스 블루스          | 49승 22패 11패 (연장전 패) 승점 109점     |                              |
| 2012~2013 | 시카고 블랙호크스            | 36승 7패 5패 (연장전 패) 승점 77점        |                              |
| 2013~2014 | 콜로라도 애벌랜치            | 52승 22패 8패 (연장전 패) 승점 112점      |                              |
| 2014~2015 | 세인트루이스 블루스          | 51승 24패 7패 (연장전 패) 승점 109점      |                              |
| 2015~2016 | 댈러스 스타스                | 50승 23패 9패 (연장전 패) 승점 109점      |                              |
| 2016~2017 | 시카고 블랙호크스            | 50승 23패 9패 (연장전 패) 승점 109점      |                              |
| 2017~2018 | 내슈빌 프레더터스            | 53승18패 11패 (연장전 패) 승점 117점      |                              |
| 2018~2019 | 내슈빌 프레더터스            | 47승 29패 6패 (연장전 패) 승점 100점      |                              |
| 2019~2020 | 세인트루이스 블루스          | 42승 19패 10패 (연장전 패) 승점 94점      |                              |
| 2020~2021 | 캐롤라이나 허리케인스        | 36승 12패 8패 (연장전 패) 승점 80점       |                              |
| 2021~2022 | 콜로라도 애벌랜치            | 56승 19패 7패 (연장전 패) 승점 119점      |                              |
| 2022~2023 | 콜로라도 애벌랜치            | 51승 24패 7패 (연장전 패) 승점 109점      |                              |
| 2023~2024 | 댈러스 스타스                | 52승 21패 9패 (연장전 패) 승점 113점      |                              |

## 디비전 우승 횟수
| 횟수 | 팀                                      |
| ---- | --------------------------------------- |
| 13회 | 디트로이트 레드윙스                     |
| 4회  | 세인트루이스 블루스 댈러스 스타스       |
| 3회  | 콜로라도 애벌랜치 시카고 블랙호크스     |
| 1회  | 내슈빌 프레더터스 캐롤라이나 허리케인스 |